# Dendroplatypus impar
Dendroplatypus impar is een keversoort uit de familie snuitkevers (Curculionidae). De wetenschappelijke naam van de soort werd in 1936 gepubliceerd door Karl Eduard Schedl.